# Sérgio Manoel Júnior
Sérgio Manoel Júnior (Santos, 2 de março de 1972) é um ex-futebolista brasileiro que atuava como meio-campista.
Canhoto, Sérgio Manoel foi um exímio cobrador de bolas paradas.

## Carreira

### Como jogador
Começou a jogar nas categorias de base da Portuguesa Santista, em 1985 e foi revelado na base do Santos, onde subiu aos profissionais no final de 1988.
Em 1992, foi emprestado para o Fluminense por um ano e meio, no qual foi vice-campeão da Copa do Brasil e faturou a Taça Guanabara. Voltou ao Santos no ano seguinte.
Ficou famoso no meio futebolístico jogando pelo Botafogo, quando conquistou pela equipe o título de Campeão Brasileiro, em 1995. Foi pelo Alvinegro Carioca que chegou a Seleção Brasileira principal em 95, onde fez 2 jogos apenas. Após, foi negociado com o Cerezo Osaka, do Japão.
Resolveu voltar ao Brasil em 1997 para jogar no Grêmio e buscar uma vaga para a Copa do Mundo do ano seguinte.
Em 1998, retornou ao Botafogo e fez parte do time que ganhou o título do Rio-São Paulo daquele ano, batendo o São Paulo na final com direito a gol dele na decisão. Seguiu no clube por mais dois anos, estando no clube até 2000, quando deixou General Severiano após ser artilheiro do clube no Campeonato Carioca com 8 gols.
Sérgio Manoel, carinhosamente conhecido como "balão", "Magico", "Ladri" também jogou no "Dream Team" de 2001 do Cruzeiro que, embora contasse com Edmundo, Rincón, Alex, entre outros, nada ganhou.
Jogou ainda por Coritiba, Portuguesa, Figueirense e Independiente-ARG.
Na reta final de sua carreira teve passagens por America-RJ, Volta Redonda, onde reencontrou o antigo companheiro de Botafogo Túlio Maravilha.
Em 2006, o jogador foi peça principal do Voltaço na sua melhor campanha na história da Copa do Brasil: chegou às quartas-de-final. Teve também uma rápida e sem sucesso volta ao Botafogo, onde fez juras de amor ao clube e disse que pensava em encerrar sua carreira com a camisa do clube da Estrela Solitária. Após, foi defender o Náutico, que ajudou subir para a Primeira Divisão.
Em 2007, defendeu novamente o Volta Redonda por alguns jogos no Campeonato Carioca de Futebol de 2007. Logo em fevereiro, se transferiu para o Ceilândia. No mesmo ano de 2007, defendeu o Ceará Sporting Club pela Série B do Campeonato Brasileiro.
Em 2008, foi contratado pelo Bragantino e ajudou na Série B do Campeonato Brasileiro.
Em 2010, foi contratado para defender o Botafogo-DF, onde atuou novamente com seu ex-companheiro dos tempos do Botafogo-RJ, Túlio Maravilha.
Após a aposentadoria dos campos, virou dirigente do time Miami FC por um período até transformar-se em professor de futebol de uma escolinha da Juventus, da Itália. Também foi empresário do ramo de relógios nos Estados Unidos.

## Estatísticas

### Como jogador

#### Clubes
| Clube             | Temporada         | Campeonato nacional | Campeonato nacional | Campeonato nacional | Copa nacional[a] | Copa nacional[a] | Copa nacional[a] | Competições continentais[b] | Competições continentais[b] | Competições continentais[b] | Outros torneios[c] | Outros torneios[c] | Outros torneios[c] | Total | Total | Total   |
| Clube             | Temporada         | Jogos               | Gols                | Assist.             | Jogos            | Gols             | Assist.          | Jogos                       | Gols                        | Assist.                     | Jogos              | Gols               | Assist.            | Jogos | Gols  | Assist. |
| ----------------- | ----------------- | ------------------- | ------------------- | ------------------- | ---------------- | ---------------- | ---------------- | --------------------------- | --------------------------- | --------------------------- | ------------------ | ------------------ | ------------------ | ----- | ----- | ------- |
| Volta Redonda     | 2006              | —                   | —                   | —                   | —                | —                | —                | —                           | —                           | —                           | 18                 | 4                  | 0                  | 18    | 4     | 0       |
| Volta Redonda     | 2007              | —                   | —                   | —                   | —                | —                | —                | —                           | —                           | —                           | 4                  | 0                  | 0                  | 4     | 0     | 0       |
| Volta Redonda     | Total             | 0                   | 0                   | 0                   | 0                | 0                | 0                | 0                           | 0                           | 0                           | 22                 | 4                  | 0                  | 22    | 4     | 0       |
| Total na carreira | Total na carreira | 0                   | 0                   | 0                   | 0                | 0                | 0                | 0                           | 0                           | 0                           | 22                 | 4                  | 0                  | 22    | 4     | 0       |

- a. ^ Jogos da Copa do Brasil
- b. ^ Jogos da Copa Sul-Americana
- c. ^ Jogos do Campeonato Carioca

#### Seleção Brasileira
Abaixo estão listados todos jogos e gols do futebolista pela Seleção Brasileira, desde as categorias de base. Abaixo da tabela, clique em expandir para ver a lista detalhada dos jogos de acordo com a categoria selecionada.
Sub-20
| Ano   |       |      |         |       |
| Ano   | Jogos | Gols | Assist. | Média |
| ----- | ----- | ---- | ------- | ----- |
| 1991  | 0     | 0    | 0       | 0     |
| Total | 0     | 0    | 0       | 0     |

Seleção principal
| Ano   |       |      |         |       |
| Ano   | Jogos | Gols | Assist. | Média |
| ----- | ----- | ---- | ------- | ----- |
| 1995  | 1     | 0    | 0       | 0     |
| 1996  | 1     | 0    | 0       | 0     |
| 1998  | 1     | 0    | 0       | 0     |
| 1998  | 1     | 0    | 0       | 0     |
| Total | 4     | 0    | 0       | 0     |

### Como treinador
| Clube             | Temporada         | Campeonato nacional | Campeonato nacional | Campeonato nacional | Campeonato nacional | Copa nacional[a] | Copa nacional[a] | Copa nacional[a] | Copa nacional[a] | Competições continentais[b] | Competições continentais[b] | Competições continentais[b] | Competições continentais[b] | Outros torneios[c] | Outros torneios[c] | Outros torneios[c] | Outros torneios[c] | Total | Total | Total | Total | Total |
| Clube             | Temporada         | J                   | V                   | E                   | D                   | J                | V                | E                | D                | J                           | V                           | E                           | D                           | J                  | V                  | E                  | D                  | J     | V     | E     | D     | A     |
| ----------------- | ----------------- | ------------------- | ------------------- | ------------------- | ------------------- | ---------------- | ---------------- | ---------------- | ---------------- | --------------------------- | --------------------------- | --------------------------- | --------------------------- | ------------------ | ------------------ | ------------------ | ------------------ | ----- | ----- | ----- | ----- | ----- |
| Miami United      | 2015              | 10                  | 4                   | 0                   | 6                   | 2                | 1                | 0                | 1                | —                           | —                           | —                           | —                           | —                  | —                  | —                  | —                  | 12    | 5     | 0     | 7     | 41,6% |
| Miami United      | Total             | 10                  | 4                   | 0                   | 6                   | 2                | 1                | 0                | 1                | 0                           | 0                           | 0                           | 0                           | 0                  | 0                  | 0                  | 0                  | 12    | 5     | 0     | 7     | 41,6% |
| Total na carreira | Total na carreira | 10                  | 4                   | 0                   | 2                   | 2                | 1                | 0                | 1                | 0                           | 0                           | 0                           | 0                           | 0                  | 0                  | 0                  | 0                  | 12    | 5     | 0     | 7     | 41,6% |

- a. ^ Jogos da Copa dos Estados Unidos
- b. ^ Jogos da Liga dos Campeões da CONCACAF
- c. ^ Jogos do Amistoso

## Títulos

### Como jogador
Fluminense
- Taça Guanabara: 1993

Botafogo
- Torneio Internacional Eduardo Paes: 1994
- Campeonato Brasileiro: 1995
- Torneio Rio-São Paulo: 1998

Grêmio
- Copa do Brasil: 1997

Cruzeiro
- Copa Sul-Minas: 2001

Figueirense
- Campeonato Catarinense: 2004

Bacabal
- Copa União do Maranhão: 2008